# Гарун Доган
Гарун Доган (тур. Harun Doğan; нар. 1 січня 1976, Кахраманмараш, провінція Кахраманмараш) — турецький борець вільного стилю, чемпіон, срібний та бронзовий призер чемпіонатів світу, чемпіон та срібний призер чемпіонатів Європи, срібний призер Ігор доброї волі, учасник трьох Олімпійських ігор.

## Життєпис
Боротьбою почав займатися з 1986 року. Двічі, у 1990 та 1991 роках ставав чемпіоном світу серед кадетів. У 1992 році став срібним призером чемпіонату світу серед юніорів, а у 2004 — срібним призером чемпіонату Європи серед молоді.
Виступав за борцівський клуб «Belediyesi», Гебзе, провінція Коджаелі. Тренер — Мохамед Орук.

## Спортивні результати на міжнародних змаганнях

### Виступи на Олімпіадах
| Змагання                    | Збірна    | Вагова категорія          | Місце |
| --------------------------- | --------- | ------------------------- | ----- |
| Літні Олімпійські ігри 1996 | Туреччина | вільна боротьба, до 57 кг | 4     |
| Літні Олімпійські ігри 2000 | Туреччина | вільна боротьба, до 58 кг | 15    |
| Літні Олімпійські ігри 2004 | Туреччина | вільна боротьба, до 55 кг | 20    |

### Виступи на Чемпіонатах світу
| Змагання                        | Збірна    | Вагова категорія           | Місце  |
| ------------------------------- | --------- | -------------------------- | ------ |
| Чемпіонат світу з боротьби 1995 | Туреччина | вільна боротьба, до 57 кг  | Бронза |
| Чемпіонат світу з боротьби 1997 | Туреччина | вільна боротьба, до 58 кг  | 13     |
| Чемпіонат світу з боротьби 1998 | Туреччина | вільна боротьба, до 58 кг  | Срібло |
| Чемпіонат світу з боротьби 1999 | Туреччина | вільна боротьба, до 58 кг  | Золото |
| Чемпіонат світу з боротьби 2001 | Туреччина | вільна боротьба, до 58 кг  | 30     |
| Чемпіонат світу з боротьби 2014 | Туреччина | пляжна боротьба, до M80 кг | 5      |

### Виступи на Чемпіонатах Європи
| Змагання                         | Збірна    | Вагова категорія          | Місце  |
| -------------------------------- | --------- | ------------------------- | ------ |
| Чемпіонат Європи з боротьби 1995 | Туреччина | вільна боротьба, до 57 кг | 5      |
| Чемпіонат Європи з боротьби 1996 | Туреччина | вільна боротьба, до 57 кг | Срібло |
| Чемпіонат Європи з боротьби 1997 | Туреччина | вільна боротьба, до 58 кг | 15     |
| Чемпіонат Європи з боротьби 1998 | Туреччина | вільна боротьба, до 58 кг | 8      |
| Чемпіонат Європи з боротьби 1999 | Туреччина | вільна боротьба, до 58 кг | Золото |

### Виступи на інших змаганнях
| Змагання                           | Збірна    | Вагова категорія          | Місце  |
| ---------------------------------- | --------- | ------------------------- | ------ |
| Гран-прі Німеччини з боротьби 1995 | Туреччина | вільна боротьба, до 57 кг | Золото |
| Гран-прі Німеччини з боротьби 1996 | Туреччина | вільна боротьба, до 57 кг | Золото |
| Середземноморські ігри 1997        | Туреччина | вільна боротьба, до 58 кг | Золото |
| Ігри доброї волі 1998              | Туреччина | вільна боротьба, до 58 кг | Срібло |

### Виступи на змаганнях молодших вікових груп
| Змагання                                      | Збірна    | Вагова категорія          | Місце  |
| --------------------------------------------- | --------- | ------------------------- | ------ |
| Чемпіонат світу з боротьби серед кадетів 1990 | Туреччина | вільна боротьба, до 43 кг | Золото |
| Чемпіонат світу з боротьби серед кадетів 1991 | Туреччина | вільна боротьба, до 47 кг | Золото |
| Чемпіонат світу з боротьби серед юніорів 1992 | Туреччина | вільна боротьба, до 50 кг | Срібло |
| Чемпіонат Європи з боротьби серед молоді 1994 | Туреччина | вільна боротьба, до 57 кг | Срібло |